# Pantana delineata
Pantana delineata är en fjärilsart som beskrevs av Walker 1855. Pantana delineata ingår i släktet Pantana och familjen tofsspinnare. Inga underarter finns listade i Catalogue of Life.